# São Romão de Neiva
São Romão de Neiva, ist eine Gemeinde (Freguesia) im nordportugiesischen Kreis Viana do Castelo der Unterregion Minho-Lima. In ihr leben 1048 Einwohner (Stand 19. April 2021). Neiva.